# Atlantikpark

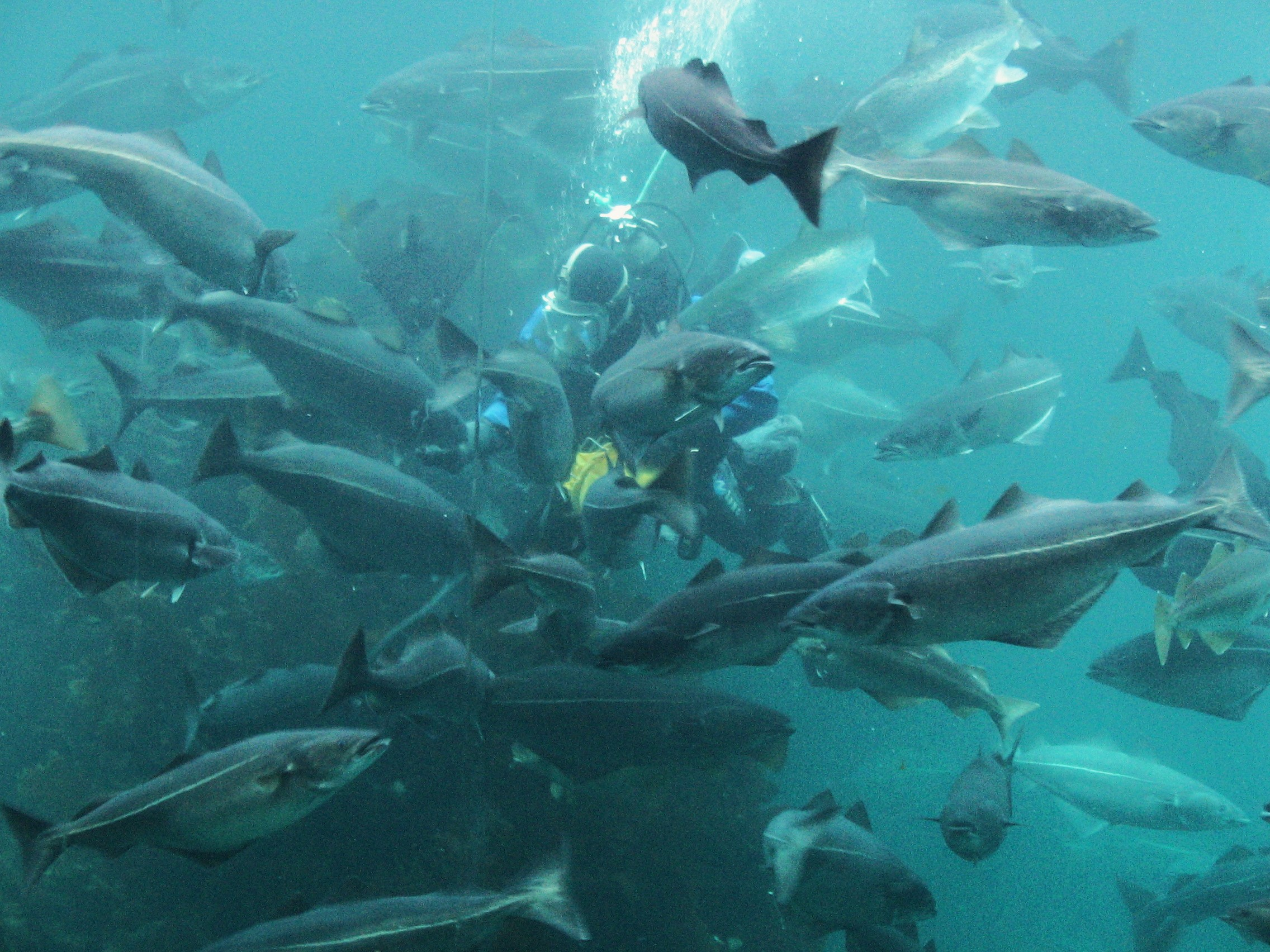
Taucher im Salzwasseraquarium

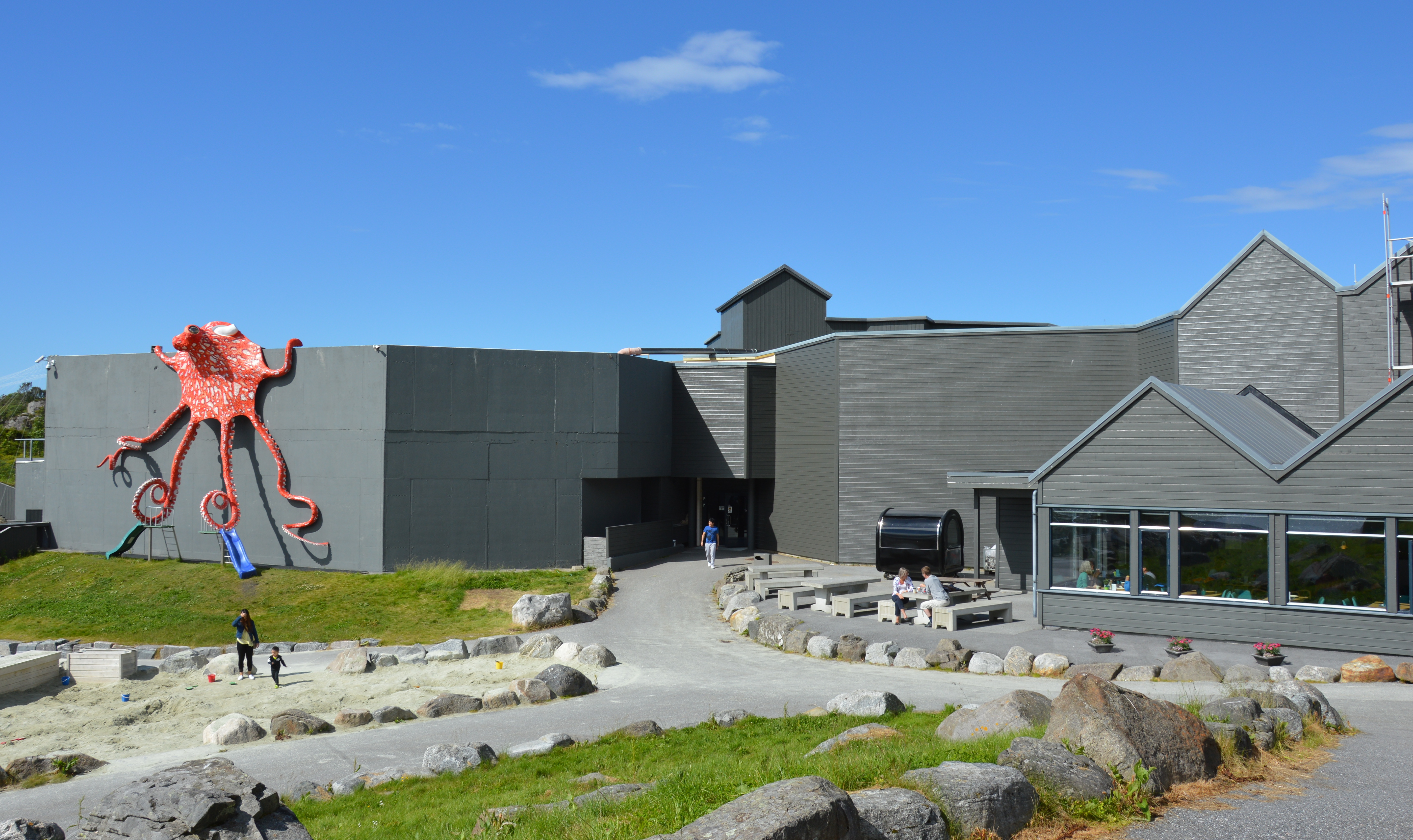
Gebäude des Atlantikparks

Der Atlantikpark, norwegisch Atlanterhavsparken - Ålesund Aquarium, ist eines der größten Salzwasser-Aquarien Nordeuropas.
Der 1998 von König Harald V. eröffnete Atlantikpark befindet sich westlich der norwegischen Stadt Ålesund auf der Landzunge Tueneset der Insel Hessa direkt am Meer.
Das Schauaquarium umfasst eine Ausstellungsfläche von rund 4.000 m² mit elf großen Landschaftsaquarien, zwei offenen Schaubecken, einem Tiefsee-Aquarium sowie vielen kleineren Aquarien. Hauptattraktion ist ein vier Millionen Liter großes Salzwasseraquarium, das den Fischbestand vor der norwegischen Küste wie Dorsche, Katfisch, Meeraal und Heilbutt zeigt. Weitere Becken sind Schwarmfischen und dem Seeteufel gewidmet. Außerdem gehört ein 6.000 m² großes Außengelände inklusive kleinem Badestrand zum Atlantikpark. In dem Außenbereich wurde im Herbst 2014 eine Anlage für Seehunde eröffnet, die als größte ihrer Art in Europa gilt. Darüber hinaus werden dort Pinguine gehalten.
Jährlich zählt das Aquarium etwa 130.000 Besucher. Zur Anlage gehört auch ein Café und ein Souvenirgeschäft.